# Eisten
Eisten est une commune suisse du canton du Valais, située dans le district de Viège.

## Géographie
La commune s'étend sur 38,05 km2 dans la vallée de Saas, à l'est du massif des Mischabels.

## Politique et administration
La commune est dirigée par le Conseil communal (Gemeinderat), formé de cinq membres, élus pour un mandat de quatre ans. Le président est élu parmi eux. Les dernières élections ont eu lieu les 13 octobre et 10 novembre 2024.